# باري بريكل
باري بريكل (بالإنجليزية: Barry Brickell)‏ (و. 1935 – 2016 م) هو خزاف من نيوزيلندا .

## التعليم
تعلم في Takapuna Grammar School، وجامعة أوكلاند

## جوائز
حصل على جوائز منها:
- ضابط رتبة الإمبراطورية البريطانية.